# 12 몽키즈 (드라마)
《12 몽키즈》(영어: 12 Monkeys)는 2015년 1월 16일부터 2018년 7월 6일까지 Syfy에서 방영된 미국의 SF 미스터리 텔레비전 드라마이다. 크리스 마르케르의 1962년 영화 《방파제》와 이를 바탕으로 만든 1995년 영화 《12 몽키즈》에 기초하고 있다.

## 개요
전염병으로 인해 70억 명이 증발한 2043년의 인물인 제임스 콜은 과거를 바꾸라는 사명을 받고 전염병을 막기 위해 2015년으로 시간여행을 하게 된다.
그러나 전염병은 "시간" 자체를 없애버리려는 12 몽키즈(the Army of the 12 Monkeys)와 이들을 이끄는 목격자(the Witness)가 계획한 거대한 음모의 일부에 불과했다.

## 출연
- 에런 스탠퍼드 - 제임스 콜 역
- 어맨다 슐 - 커샌드라 "캐시" 레일리 역
- 커크 아서베이도 - 호제이 램지 역
- 노아 빈 - 에런 마커 역
- 토드 스태슈윅 - 시어도어 디컨 역
- 에밀리 햄프셔 - 제니퍼 고인스 역
- 바르바라 주코바 - 캐터리나 존스 역
- 디모어 반스 - 마커스 휘틀리 역
- 톰 누넌 - "톨 맨" 역